# Thal-Marmoutier

Thal-Marmoutier este o comună în departamentul Bas-Rhin, Franța. În 1 ianuarie 2022 avea o populație de 831 de locuitori.